# Thepchaiya Un-Nooh
Thepchaiya Un-Nooh (Nakhon Nayok, 18 de abril de 1985) es un jugador de snooker tailandés.

## Biografía
Nació en la ciudad tailandesa de Nakhon Nayok, en la provincia homónima, en 1985. Es jugador profesional de snooker desde 2009. Ha ganado un torneo de ranking —se impuso en la final del Snooker Shoot Out de 2019 a Michael Holt— y ha sido subcampeón de otro, pues cayó derrotado (5-10) ante Judd Trump en la final del Abierto Mundial de 2019. También se llevó la edición de 2015 del Campeonato Mundial de Snooker de Seis Rojas, este de invitación. Ha logrado, asimismo, tejer cuatro tacadas máximas a lo largo de su carrera.

### Tacadas máximas
| Núm. | Año  | Torneo                | Rival         | Ronda                  | Ref.  |
| ---- | ---- | --------------------- | ------------- | ---------------------- | ----- |
| 1    | 2016 | Paul Hunter Classic   | Kurt Maflin   | dieciseisavos de final | [ 3 ] |
| 2    | 2018 | Abierto de Inglaterra | Soheil Vahedi | primera ronda          | [ 4 ] |
| 3    | 2022 | Masters de Alemania   | Fan Zhengyi   | clasificatorio         | [ 5 ] |
| 4    | 2023 | WST Classic           | Xu Si         | segunda ronda          | [ 6 ] |